# Delta Aquarii
Delta Aquarii (Skat, Scheat, Seat, Sheat, 76 Aquarii) é uma estrela na direção da constelação de Aquarius. Possui uma ascensão reta de 22h 54m 39.04s e uma declinação de −15° 49′ 14.7″. Sua magnitude aparente é igual a 3.27. Considerando sua distância de 159 anos-luz em relação à Terra, sua magnitude absoluta é igual a −0.18. Pertence à classe espectral A3V.